# Колесников Володимир Григорович
Володи́мир Григо́рович Коле́сников (1951—2014) — український живописець; член Спілки радянських художників України з 1987 року.

## Життєпис
Народився 1951 року в місті Луцьк.
1978 року закінчив Львівський інститут прикладного і декоративного мистецтва; викладачі М. Гладкий, В. Манастирський).
Член НСХУ від 1987 року; на творчій роботі. Від 2000-го — професор, завідувач кафедри рисунка, живопису та графічного дизайну Київського університету технологій та дизайну.
Від 1980-х — учасник всеукраїнських художніх виставок. Персональні відбулися у Києві та Москві (1989—1990), Фільдерштадті, Полтаві — 2008, 2010 та 2012 роки.
Основні напрями творчості — монументально-декоративне мистецто (розписи), станковий живопис (жанрові картини, натюрморти, пейзажі, портрети), графіка (афіші, політичні і соціальні плакати) — у стилях реалізму та сюрреалізму. Окремі роботи зберігаються у Полтавському художньому музеї.
Батько Володимира та Дмитра Колесникових. Дружина — Тетяна Волошко.
Помер 2014 року в місті Полтава.
Твори:
- плакати
  - «Колоніалізм» (1980)
  - до театральних вистав «Цілуй мене, Кет!» К. Портера (1981)
  - «З коханням не жартують» П. Кальдерона (1981)
  - «Сватання на Гончарівці» Г. Квітки-Основ'яненка (1982)
  - «Наталка Полтавка» І. Котляревського (1983)
  - «Майська ніч» за М. Гоголем (1983)
  - «У неділю рано зілля копала» за О. Кобилянською (1983)
- розписи
  - «Онкологічна барокамера» (1982)
  - «Майбутня перемога медичної науки над хворобою рак» (1982, Українська медична стоматологічна академія)
  - «Весна» (1984, управління комунальним господарством)
  - «Музика квітів» (1985, будинок-інтернат)
  - «Полтавська битва» (аеропорт; 1985)
  - «Битва під Жовтими Водами» (1987)
  - «Возз'єднання» (1987)
  - «Маруся Чурай» (1987)
  - «Слов'яни» (1987, автовокзал, Полтава)
  - «Івана Купала» (1984, Будинок культури села Мартинівка Гадяцького району)
- живопис
  - «Автопортрет» (1988)
  - «Вічний поклик» (1981)
  - «Дочка Марина» (1984)
  - «Полин — трава гірка» (1986)
  - «Драматург (А. Пундик)» (1986)
  - «Печаль» (1986)
  - «Зрілість» (1987)
  - «Раїса» (1988)
  - «Зимова дорога» (1991)
  - «Виноградники» (1992)
  - «Горіхи» (1992)
  - «Пустеля» (1992)
  - «Каміння вічності» (1993)
  - «Горіхи на червоному» (1993)
  - «Пелюстки» (1993)
  - «Алупка» (1993)
  - «Танець» (1993)
  - «Травнева ніч» (1993)
  - «Магнолії» (1993)
  - «Персик на заході» (1993)
  - «Кримська венера» (1993)
  - «Безкінечні гори» (1994)
  - «Блакитний ранок» (1994)
  - «Перли» (1994)
  - «Небесна кірха» (1994)
  - «Повернення до Японії» (1994)
  - «Спокуса в часі (Ірина)» (1994)
  - «Листя інжиру (Вікторія)» (1994)
  - «Скеля (Автопортрет)» (1994)
  - «Мадонна» (1995)
  - «Ніжність (Юлія)» (1997)
  - «Лілії» (1997)
  - «Л. Каденюк» (2000)
  - «Пасічник» (2002)
  - «Скелі» (2003)
  - «Бузок» (2007)
  - «І. Гресик» (2010)
  - «Балерини» (2011)
  - «Протистояння» (2011)
  - «Олена» (2011)
  - «Моя Скіфія» (2011).

22 червня 2018 року в Полтаві відкрито та освячено меморіальну дошку Володимиру Колеснікову.